# Polytechnische Universität Timișoara
Die Polytechnische Universität Temeswar (rumänisch Universitatea Politehnica Timișoara, UPT) ist eine staatliche technische Universität mit rund 15.000 Studenten und 900 wissenschaftlichen Angestellten mit Sitz in der rumänischen Stadt Timișoara.
Die Polytechnische Universität Temeswar wurde am 11. November 1920 per Dekret des damaligen rumänischen Königs Ferdinand I. gegründet und nannte sich  Polytechnische Hochschule Temeswar (1920–1948), Polytechnisches Institut Temeswar (1948–1970), „Traian Vuia“ Polytechnisches Institut Temeswar (1970–1990), Technische Universität Temeswar (1990–1995). Die Universität gliedert sich heute in insgesamt zehn Fakultäten. Die frühere Fakultät Landwirtschaft wurde 1990 als Landwirtschaftliche und Veterinärmedizinische Universität des Banat ausgegliedert.

## Fakultäten
- Automation, Informatik und Ingenieurwissenschaften
- Elektro- und Telekommunikationstechnik
- Elektroingenieurwesen
- Industriechemie und Umwelttechnik
- Bauingenieurwesen
- Architektur
- Hydrotechnik
- Produktions- & Transporttechnik
- Maschinenbau
- Ingenieurwissenschaften

## Rektoren
| | |
| - Traian Lalescu (1920–1921) - Victor Vâlcovici (1921–1930) - Victor Blăsian (1930–1934) - Constantin C. Teodorescu (1934–1939) - Plautius Andronescu (1941–1944) - Marin Bănărescu (1944–1946) - Constantin Cândea (1946–1947) - Ilie G. Murgulescu (1947–1949) - Nicolae Maior (1949–1950) - Ioan Beligăr (1950–1956) - Coriolan Drăgulescu (1956) | - Alexandru Rogojan (1956–1957) - Marin Rădoi (1957–1962) - Gheorghe Silaș (1962–1963) - Constantin Avram (1963–1971) - Ioan M. Anton (1971–1981; 1989) - Coleta de Sabata (1981–1989) - Radu Vlădea (1990–1992) - Alexandru Nichici (1992–1996) - Ioan Carțiș (1996–2004) - Nicolae Robu (2004–2012) - Viorel-Aurel Șerban (2012–) |

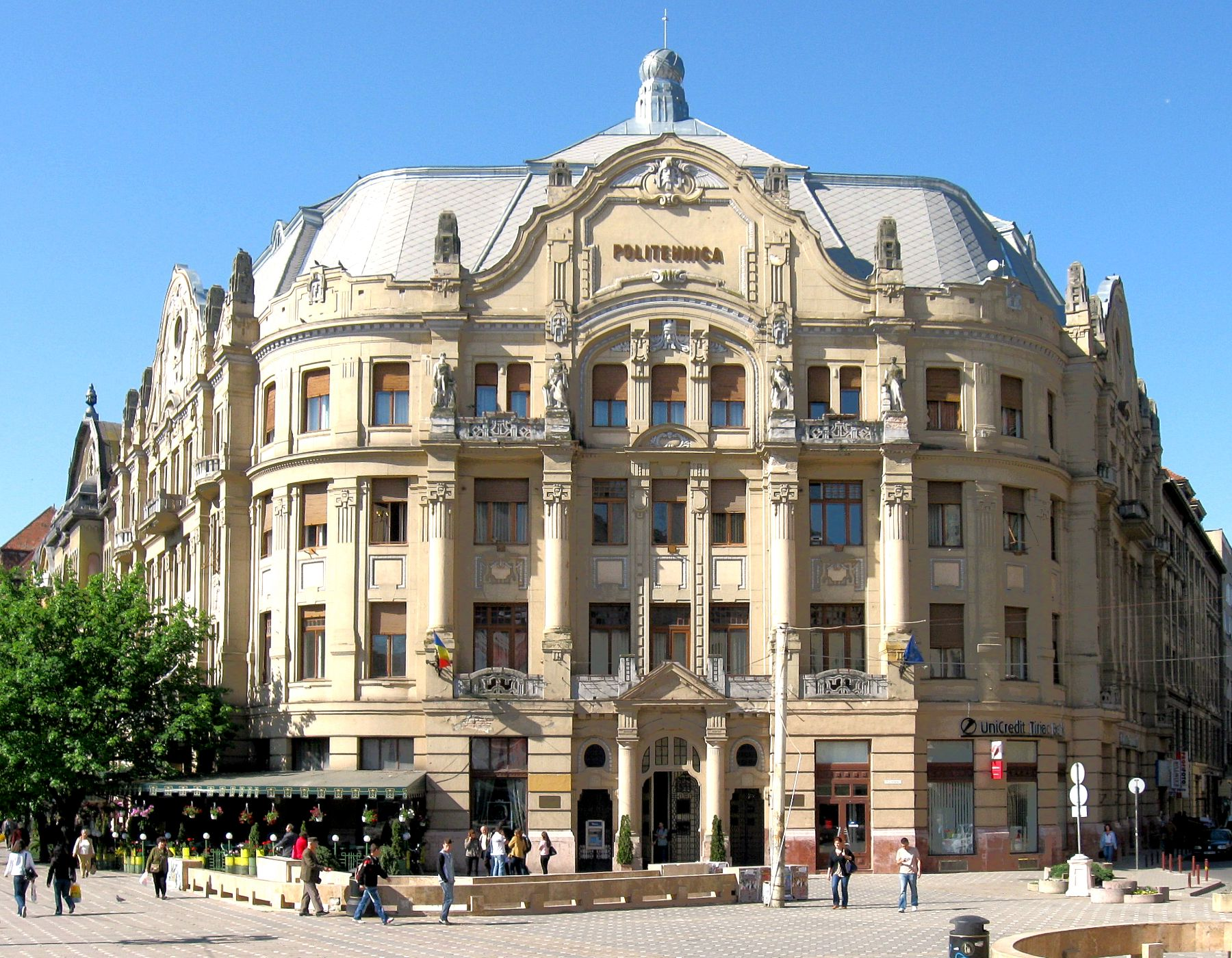
Sitz des Rektorats der Polytechnischen Universität
Fakultät für Elektrotechnik und Telekommunikation
Fakultät für Bauwesen und Architektur
Fakultät für Maschinenbau